# The Man with the Golden Gun (livro)
The Man with the Golden Gun é um romance de espionagem escrito pelo autor britânico Ian Fleming e o décimo terceiro livro da série James Bond. A história acompanha o agente secreto britânico James Bond que, depois de desaparecer e ser considerado morto em uma missão no Japão, é enviado ao Caribe para matar o assassino profissional Francisco Scaramanga.
Fleming escreveu o romance nos primeiros meses de 1964 em sua propriedade Goldeneye na Jamaica, porém o fez sob grandes dificuldades por causa de sua saúde cada vez pior. Ele morreu em agosto enquanto o primeiro rascunho e o processo de edição estavam em andamento, deixando a história sem boa parte dos detalhes que o autor normalmente adicionava durante o segundo rascunho. A editora Jonathan Cape passou o manuscrito para o autor Kingsley Amis à procura de opiniões e conselhos, porém suas sugestões não foram usadas. A obra aborda a perturbação dos mercados e o declínio do Império Britânico.
The Man with the Golden Gun foi publicado no Reino Unido pela Jonathan Cape em 1º de abril de 1965, oito meses após a morte de Fleming. A recepção da crítica foi ruim por conta da falta de detalhes e polimento do romance, porém as resenhas foram educadas levando em conta a morte do autor. O livro mesmo assim foi um sucesso comercial. Foi serializado no jornal Daily Express e na revista Playboy ainda em 1965, enquanto no ano seguinte adaptado no formato de uma tira em quadrinhos. Foi vagamente adaptado em 1974 como o nono filme da série cinematográfica de James Bond, o segundo estrelado por Roger Moore.

## Enredo
Um ano depois do agente secreto britânico James Bond desaparecer durante uma missão no Japão, um homem afirmando ser Bond aparece em Londres exigindo se encontrar com M, o chefe do Serviço Secreto de Inteligência. Sua identidade é confirmada, mas durante a conversa Bond tenta matar M com uma pistola de cianeto. Descobre-se que Bond sofreu um ferimento na cabeça no Japão e desenvolveu amnésia. Ele viveu no Japão como um pescador por meses e então viajou para a União Soviética com o objetivo de descobrir sua verdadeira identidade. Os soviéticos fizeram uma lavagem cerebral em Bond e o enviaram para matar M ao voltar para o Reino Unido.
Bond é desprogramado é recebe a chance de novamente provar seu valor para a seção 00. M o envia para a Jamaica e lhe dá a missão aparentemente impossível de matar Francisco Scaramanga, um assassino profissional cubano que acredita-se ser o responsável pela morte de vários agentes secretos britânicos. Scaramanga é conhecido como "O Homem com o Revólver de Ouro" porque usa um Colt .45 revestido de ouro e que dispara projéteis expansivos com revestimento prateado e núcleo dourado.
Bond localiza Scaramanga em um bordel e consegue se tornar seu assistente pessoal sob o nome "Mark Hazard". Ele descobre que Scaramanga está envolvido no desenvolvimento de um hotel junto com um grupo de investidores formado por um sindicato de criminosos estadunidenses e a KGB. Scaramanga e os outros investidores também estão envolvidos em um esquema para desestabilizar os interesses ocidentais na indústria açucareira do Caribe e aumentar o valor da safra de açúcar cubano, contrabandear drogas para os Estados Unidos, contrabandear prostitutas do México para os Estados Unidos e operar cassinos na Jamaica que causarão conflitos entre os turistas e os habitantes locais.
Bond também descobre que seu amigo e aliado estadunidense Felix Leiter, um agente da CIA, também está trabalhando infiltrado na construção do hotel como um engenheiro elétrico, porém na verdade está instalando escutas na sala de reuniões de Scaramanga. Os dois descobrem que Scaramanga planeja matar Bond no final de semana. A verdadeira identidade de Bond é confirmada por um agente da KGB e Scaramanga faz novos planos para divertir os criminosos e o agente soviético ao matar Bond enquanto estão em um trem turístico pela marina. Bond consegue virar o jogo com a ajuda de Leiter e mata a maioria dos conspiradores. Scaramanga é ferido e tenta escapar pelo pântano, conseguindo pegar Bond desprevenido e atingindo ele com uma derringer de ouro escondida. Bond atira de volta e mata Scaramanga com vários tiros.

## Antecedentes e escrita

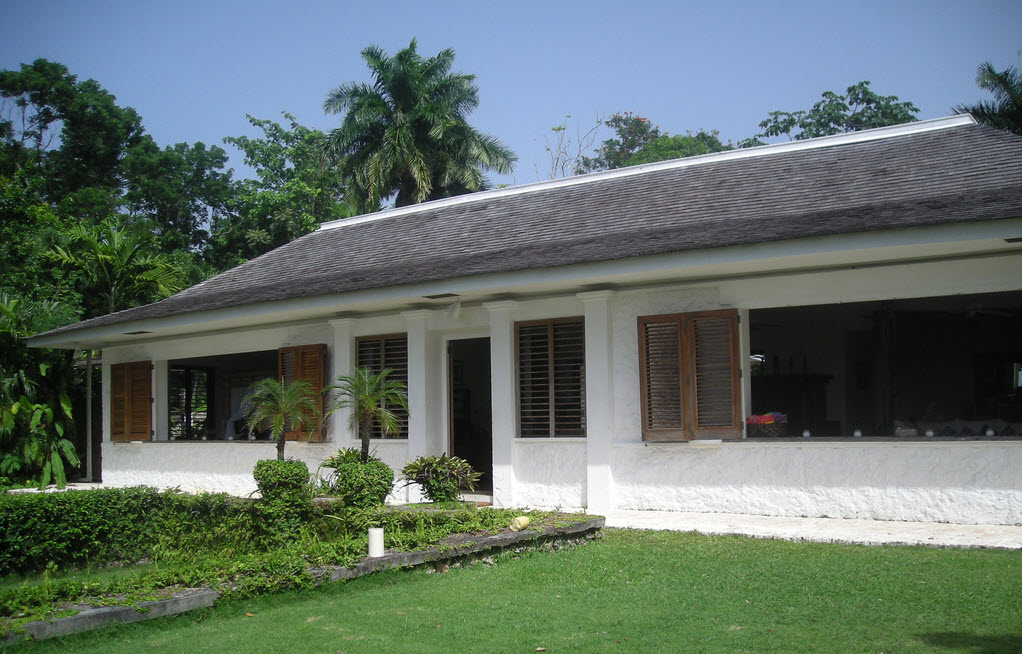
Goldeneye, onde Fleming escreveu todos os romances de James Bond

O autor britânico Ian Fleming já tinha em janeiro de 1964 publicado anualmente desde 1953 onze livros protagonizados por sua criação James Bond: dez romances e uma coleção de contos. Um décimo segundo livro, You Only Live Twice, estava sendo editado e preparado para publicação, que aconteceu em abril de 1963. Fleming escreveu The Man with the Golden Gun em sua propriedade Goldeneye na Jamaica durante os meses de janeiro e fevereiro de 1964, finalizando-o no início de março. Sua saúde cada vez pior muito o afetou durante o processo de escrita e seu ritmo normal de duas mil palavras em quatro horas por dia caiu para pouco mais de uma hora de trabalho por dia. Ann Fleming, sua esposa, ficou preocupada com o efeito do trabalho sobre seu marido, escrevendo para seu irmão que "é doloroso ver Ian sofrer para dar à luz a Bond". O autor baseou o título do livro no romance The Man with the Golden Arm de 1949, escrito por Nelson Algren; ele também considerou usar Goldenrod e Number 3½ Love Lane.
Fleming voltou para o Reino Unido em março com um primeiro rascunho completo e escreveu para seu amigo e editor William Plomer dizendo que precisava de uma grande revisão. Também disse que "Este é, infelizmente, o último Bond e, mais uma vez, infelizmente, falo sério, pois realmente fiquei sem fôlego e entusiasmo". O autor estava revisando o manuscrito em maio e já tinha corrigido dois terços; escreveu a Plomer dizendo que ainda não tinha decidido "se publico em 1965 ou dou mais um ano de trabalho para que possa terminar com um estrondo em vez de um ganido". Fleming disse que "pessoalmente gostaria de levá-lo de volta para a Jamaica e pintar o lírio no ano que vem". O autor disse que, como este seria seu último romance de Bond, não queria "encurtar o peso dos meus fiéis leitores no último serviço". Ele ficou cada vez mais insatisfeito, mas foi persuadido por Plomer que o livro podia ser publicado. Fleming morreu de um ataque cardíaco em 12 de agosto. Seu obituário no The Times destacou que ele "tinha completado e estava revisando um novo romance, The Man with the Golden Gun".
Apesar da opinião de Plomer sobre o estado do manuscrito, a editora Jonathan Cape ficou preocupada o suficiente com a história para enviar o manuscrito para que fosse lido pelo autor Kingsley Amis. Ele foi pago 35 libras esterlinas e quinze xelins por suas opiniões e conselhos, porém suas sugestões acabaram não sendo utilizadas. A editora tomou essa medida porque achava que o romance não estava no padrão normal de qualidade de Fleming. O autor Raymond Benson comentou que faltava a The Man with the Golden Gun os ricos detalhes e descrições que normalmente estavam presentes nas obras de Fleming; ele sugeriu que esses elementos costumavam ser incorporados no segundo rascunho, com sua ausência demonstrando que trabalho adicional algum foi feito neste caso. O romance foi publicado postumamente oito meses após a morte do autor.
Fleming deu poucas informações sobre datas dentro de suas obras, mas dois escritores identificaram linhas do tempo diferentes a partir de eventos e situações relatados dentro da série James Bond: John Griswold e Henry Chancellor, ambos os quais escreveram livros analisando as obras à pedido da Ian Fleming Publications. Chancellor colocou os eventos de The Man with the Golden Gun em 1963, já Griswold foi mais preciso considerou que a história se passa entre novembro de 1963 e o final de fevereiro de 1964.

## Desenvolvimento

### Inspirações
Fleming, assim como fez em suas obras anteriores, usou eventos de seu próprio passado para elaborar elementos da história. Certa vez, enquanto estava em Kitzbühel na Áustria na década de 1930, seu carro bateu em um trem em um cruzamento e foi arrastado por 45 metros nos trilhos. O autor deste momento em diante passou a associar trens com morte, algo que o fez usar trens como elementos de enredo não apenas em The Man with the Golden Gun, mas também em Live and Let Die, Diamonds Are Forever e From Russia, with Love. Chancellor também considerou que Goldfinger foi uma das influências para The Man with the Golden Gun, com uma conferência de criminosos de gangues diferentes são usada em ambos os romances; nesses dois livros, bem como em Moonraker, Bond se disfarça e se infiltra atuando como o secretário do vilão.
O autor também usou nomes de pessoas que conhecia. Alan Ross, editor da The London Magazine, passou para Fleming os efeitos da eletroconvulsoterapia que Bond é submetido e, como agradecimento, o chefe da seção do Serviço Secreto de Inteligência na Jamaica foi nomeado Comandante Ross. Fleming usou o nome de Mark Nicholson, o secretário do Royal St George's Golf Club, para o representante da CIA no hotel. Tony Hugill, o plantador de açúcar mencionado no livro, é nomeado em homenagem a um membro da 30 Assault Unit, uma unidade de comandos formada por Fleming na Segunda Guerra Mundial, que administrou as plantações da Tate & Lyle nas Índias Ocidentais após a guerra. O vilão Francisco Scaramanga é nomeado a partir de George Scaramanga, um colega de Fleming do Colégio Eton com quem ele supostamente teve uma briga. O autor também usou o sobrenome de seu amigo Morris Cargill, um colunista do jornal The Gleaner, como o nome de um juiz da Suprema Corte Jamaicana ao final do livro.
Os efeitos de Dr. No e From Russia with Love, os dois filmes produzidos pela Eon Productions até então, foram refletidos neste livro pelo aumento dos dispositivos usados. Um destes foi a arma de veneno usada na tentativa de assassinato de M. Esta ideia foi tirada de Bohdan Stashinski, um espião soviético que deserdou em 1961. Stashinski foi julgado pelo assassinato dos nacionalistas ucranianos Lev Rebet e Stepan Bandera, afirmando que tinha usado uma pistola de pulverização de veneno para nos atos.

### Personagens
O protagonista de The Man with the Golden Gun é James Bond. Ele começa o romance tendo passado por uma lavagem cerebral pelos soviéticos, mas é logo desprogramado pelos britânicos. Amis considerou que "lavagem cerebral e deslavagem cerebral evidentemente cobraram seu preço, ... [como] em sua última aparição 007 é, infelizmente, mais do que nunca um homem sem qualidades". Benson considerou que o personagem tem uma personalidade diferente do que nas histórias anteriores e se parece com um robô, também destacando que os toques de humor mostrados por Bond nos romances anteriores desapareceu e que neste livro ele é mais frio e sem emoções. Benson também achou que o personagem não foi desenvolvido mais do que havia sido nos livros passados. Amis achou que a personalidade de Bond regenerou-se para "um estágio mais maduro".
O historiador Jeremy Black descreveu como a menção da Gestapo serve como um quadro de referência para os leitores, separando Bond dos métodos nazistas. Apesar de Bond ser descrito como um instrumento contundente, ele não é um assassino de sangue frio e precisa ser melhor do que tais inimigos e agir de uma maneira mais adequada para um herói britânico. O personagem, com a exibição desse senso moral, é retratado como um cavalheiro. Bond é nomeado para a Ordem de São Miguel e São Jorge ao final da missão, mas recusa e reflete sobre seu próprio nome, "um nome tranquilo, monótono e anônimo", que tinha sido o objetivo de Fleming quando nomeou o personagem.
O nome e título completos de M são revelados pela primeira vez no cânone de Bond em The Man with the Golden Gun, sendo eles "Almirante Sir Miles Masservy KCMG". M, apesar de ter sido alvo de uma fracassada tentativa de assassinato, não apenas perdoa Bond como o envia em mais uma missão.
Segundo Benson, Scaramanga é mais um capanga do que um grande adversário e "um vigarista mesquinho de segunda categoria que por acaso teve sorte com seus tiros". A fraqueza do vilão afeta a qualidade do romance; segundo Chancellor, os dois livros mais fracos de Fleming, The Spy Who Loved Me e The Man with the Golden Gun, carecessem de "um vilão mais velho e superinteligente", enquanto Amis afirmou que "a inferioridade geral de The Man with the Golden Gun é tipificada pela normalidade de Scaramanga, que carece totalmente da presença física dos melhores vilões de Bond e permanece como um mero pistoleiro qualquer que seja sua letalidade (indemonstrada)".
A anglicista Vivian Halloran destacou que Scaramanga tinha o mesmo perfil de Herr von Hammerstein, um ex-oficial da Gestapo e chefe de contraespionagem do serviço secreto cubano em "For Your Eyes Only". Ambos usam seu conhecimento criminal no serviço da Cuba comunista e investem em cassinos na Jamaica. O crítico literário Meir Sternberg salientou que muitos dos vilões de Bond são monstruosos, uma definição que inclui deformidades corporais; Scaramanga faz parte desse grupo, possuindo três mamilos. A importância é descrita no romance como "um sinal de invulnerabilidade e grande destreza sexual" para cultos locais. Benson comentou que apesar dessa característica ter sido destacada em um arquivo sobre Scaramanga, ela não aparece no restante da história, nem sua disfunção erétil, que também consta no arquivo.

## Estilo
Benson identificou o que descreve como "Varredura Fleming": "ganchos" no final dos capítulos a fim de aumentar a tensão e empurrar o leitor para o próximo. A varredura aqui é usada para manter a história movendo-se em ritmo, mas às vezes excessivamente rápido, como por exemplo a desprogramação de Bond não ser mostrada.
Fleming comentou seu próprio trabalho em 1962, afirmando que "apesar de suspenses talvez não sejam Literatura com L maiúsculo, é possível escrever o que melhor posso descrever como 'suspenses projetados para serem lidos como literatura'". Para realizar isso ele usou marcas conhecidas e detalhes do dia a dia a fim de produzir uma sensação de realismo, algo que Amis chamou de "o efeito Fleming". Amis descreveu isto como "o uso imaginativo de informação, em que a natureza fantástica que permeia o mundo de Bond ... [é] presa a algum tipo de realidade, ou pelo menos contrabalançado". Amis comentou que a falta do efeito era uma "das deficiências The Man with the Golden Gun: nenhum vilão decente, nenhuma conspiração decente, nenhum bem de marca exceto a lâmina Hoffritz nova de Bond". Benson destacou que a falta de detalhes e descrições e afirmou que essas eram normalmente adicionadas por Fleming no segundo rascunho da história, o que explicaria sua ausência aqui.

## Temas
The Man with the Golden Gun é um de três romances de Bond escritos por Fleming que lida com a perturbação dos mercados e da economia. O romance inclui fixação de preços no Caribe e a importância de mercados abertos para o comércio mundial. Scaramanga fornece drogas para os rastafáris em troca de incêndios criminosos em plantações de açúcar com o objetivo de aumentar o preço do açúcar. Isto foi um retorno a um tema abordado no conto "Risico", de drogas sendo usadas por motivos políticos para minar o ocidente. Os incêndios criminosos eram parte de uma conspiração maior de Scaramanga com Hendricks, seu contato na KGB, para desestabilizar a região por meio de uma campanha de sabotagem industrial contra companhias com bases na Jamaica, incluindo a Reynolds Metals, Kaiser Bauxite e Aluminia.
O declínio do Império Britânico é refletido em The Man with the Golden Gun. Diferentemente de Live and Let Die e Dr. No, em que a Jamaica ainda era uma colônia, na altura em que este romance foi escrito a Jamaica tinha alcançado independência e a CIA estava operando no local sem a necessidade de uma permissão britânica. O historiador Matthew Parker destacou que Reino Unido e Estados Unidos, apesar da independência, somente posteriormente informavam e envolviam as autoridades jamaicanas sobre suas investigações. Black comentou que o inquérito independente do final do romance, ocorrido no quarto de hospital de Bond, foi realizado pelo judiciário da Jamaica com a CIA e o MI6 sendo registrados como agindo "sob a ligação e direção próxima dos jamaicanos"; Bond e Leiter também são condecorados com a Medalha Policial Jamaicana para "Serviços ao Estado Independente da Jamaica". Black destacou que este era o novo mundo de uma Jamaica pós-colonial e independente, salientando o colapso do Império Britânico.

## Repercussão

### Publicação
The Man with the Golden Gun foi publicado no Reino Unido em 1º de abril de 1965 pela editora Jonathan Cape em uma edição em capa dura, tendo 221 páginas e custando dezoito xelins. Richard Chopping, o artista de capa regular de Fleming, novamente criou a arte e foi pago trezentos guinéus pelo trabalho. O desenho de Chopping lhe causou problemas, pois não era possível mostrar a arma inteira na capa como ele desejava, com o cano ficando na contracapa. Chopping também incorporou o crânio de uma cobra, uma referência à cobra que aparece no clímax da história. A ilustração foi baseada em um verdadeiro revólver Colt Single Action Army revestido de ouro alugado de um armeiro. Algumas livrarias não gostaram da luva de capa, pois os forçava a exibir o livro aberto para que as pessoas pudessem ver a capa completa.
Foi publicado nos Estados Unidos em agosto de 1965 pela editora New American Library, tendo 183 páginas e custando 4,50 dólares. The Man with the Golden Gun apareceu na nona posição dos livros mais vendidos no país antes mesmo de ser publicado, com oitenta mil compras em pré-venda. Uma versão em brochura foi publicada no Reino Unido em julho de 1966 pela Pan Books e vendeu 273 mil cópias até o final do ano e 485 mil unidades em 1967. Foi publicado no Brasil pela primeira vez em 1966 pela Editora Globo como O Homem com o Revólver de Ouro. Várias outras edições foram lançadas desde então, com o livro tendo sido traduzido para diversos outros idiomas.

### Crítica
As resenhas de The Man with the Golden Gun foram negativas, porém boa parte das críticas foram sutis, possivelmente, segundo Parker, por causa da morte de Fleming. Chancellor considerou que as resenhas foram "educadas e um tanto tristes ... reconhecendo que o livro tinha sido na prática deixado meio acabado e desta forma não representava Fleming no auge do seu jogo". Amis escreveu uma resenha para o New Statesman e descreveu o romance como "um conto tristemente vazio, vazio dos interesses e efeitos do que, para melhor ou pior, Ian Fleming fez dele". Amis destacou o que considerava os pontos fracos do romance, questionando se isto mostrava as partes do manuscrito que poderiam ter sido melhor trabalhadas. Richard Lister do Evening Standard também salientou que existiam questões, especialmente no começo do livro, que Fleming abandonou, porém Lister não indicou quais. Maurice Richardson do The Observer também questionou a natureza inacabada do romance e comentou que "talvez Ian Fleming estava muito cansado quando o escreveu. Talvez ... ele o deixou sem revisão. O fato é que este Bond póstumo é um trabalho tristemente abaixo do padrão".
Alguns críticos compararam The Man with the Golden Gun com os livros anteriores. Richardson escreveu que "não é de forma alguma totalmente ilegível, mas é deprimente distante do melhor de Bond". Christopher Wordsworth do The Guardian afirmou que "[é enorme] a distância entre Live and Let Die, o segundo e melhor de Ian Fleming, e You Only Live Twice, seu último e pior". Wordsworth também afirmou que "desde Goldfinger 007 tem trabalhado desesperadamente na esteira do Zeitgeist".
O romance também foi comparado com outras obras do mesmo gênero. William Trevor da The Listener desdenhou o livro, achando que "Bond continua a se comportar com tão pouca originalidade que nem Templar nem Drummond, Marlowe nem Nick Charles, teriam parado para desperdiçarem uma bala nele", também dizendo que "esta obra atual é mais uma vez uma fantasia para crianças crescidas, nem tão inteligente nem tão emocionante quanto os primeiros romances de Edgar Wallace ou as histórias de aventura de meninos de cinquenta anos atrás". D. A. N. Jones da The New York Review of Books achou que The Man with the Golden Gun era "uma história de aventura inócua da época de 1911". Anthony Lejeune da National Review, analisando o impacto mais amplo de Fleming e suas obras, achou que o livro "é inegavelmente franzino, mas, como tudo o que Fleming escreveu, intensamente legível ... De certo modo o trabalho de Fleming estava acabado. Ele transformou irrevogavelmente o gênero em que trabalhava". Lejeune também comentou que "em romances intelectuais, sexo e violência são tratados de forma sombria: nas histórias de Fleming são apresentados com gozo total".
A crítica publicada pela revista Time foi bastante negativa, afirmando que "Talvez tenha sido melhor que Fleming tenha morrido quando todos ainda pensavam que ele não poderia fazer nada de errado". A revista Newsweek disse que "James Bond deveria ter tido uma saída melhor. Infelizmente, ... termina não com um estrondo mas um ganido. O mundo será um lugar muito mais sem graça e complicado sem 007". Segundo Benson, a recepção do romance foi mais positiva nos Estados Unidos do que no Reino Unido, com a Associated Press escrevendo que "Bond e Fleming eram divertidos. Eles entretinham, às vezes de forma leve, muitas vezes de forma grandiosa, mas sempre de forma consistente. A vida será menos divertida sem eles". Charles Poore do The New York Times disse que The Man with the Golden Gun era "uma saga sangrenta e brilhante", também comentando que apesar da morte de Fleming, "o espírito de James Bond continua". A revista Books and Bookmen lamentou o fato de que "Bond desapareceu como um cordeiro; até as garotas estão abaixo da média, enquanto o vilão parece um refugiado de um faroeste decadente. Mas sentiremos falta de nosso James".

## Adaptações
The Man with the Golden Gun foi serializado no jornal Daily Express em dez partes a partir de 22 de março de 1965. Foi adaptado como uma tira em quadrinhos diária no mesmo jornal e revendida mundialmente. Foi escrita por Jim Lawrence e ilustrada por Yaroslav Horak, sendo originalmente publicada entre 10 de janeiro e 10 de setembro de 1966. A tira foi republicada pela Titan Books em junho de 1987 e depois outra vez em 2004. A Titan republicou a tira novamente na coleção The James Bond Omnibus Vol. 002 lançada em 2011. O romance também foi serializado ao longo de quatro edições da revista Playboy de abril a julho de 1966.
O romance foi vagamente adaptado em 1974 como o nono livro da série cinematográfica de James Bond produzida pela Eon Productions. Foi estrelado por Roger Moore como Bond e Christopher Lee, primo de Fleming, como Scaramanga. O longa mudou a ambientação da Jamaica para o Extremo Oriente e se inspirou em filmes de artes marciais que eram populares na década de 1970. O enredo foi alterado e usou a crise petrolífera de 1973 como pano de fundo, permitindo a criação do "Agitador Solex" como MacGuffin. The Man with the Golden Gun foi dramatizado em março de 2020 como um rádio-drama na BBC Radio 4, tendo Toby Stephens no papel de Bond.

### Citações
1. 1 2 3 4  Fleming 1966.
2. 1 2   «The Books». Ian Fleming Publications. Consultado em 30 de novembro de 2024. Arquivado do original em 10 de agosto de 2015
3. ↑  Lycett 1996, pp. 420–421.
4. ↑  Benson 1988, p. 26.
5. 1 2  Macintyre 2008, p. 208.
6. 1 2  Lycett 1996, p. 436.
7. 1 2 3  Faulks 2009, p. 320.
8. ↑  Parker 2014, p. 303.
9. ↑  Fleming 2015, p. 368.
10. 1 2 3  Benson 1988, p. 30.
11. 1 2  Lycett 1996, p. 438.
12. ↑  Fleming 2015, pp. 368–369.
13. 1 2  Gilbert 2012, p. 413.
14. ↑   «lily». Oxford English Dictionary. Oxford University Press. Consultado em 25 de maio de 2025. (pede subscrição (ajuda))
15. ↑   «Obituary: Mr Ian Fleming». The Times. Londres. 13 de agosto de 1954. p. 12
16. 1 2  Lycett 1996, p. 445.
17. 1 2 3 4  Benson 1988, p. 141.
18. ↑  Black 2005, p. 75.
19. ↑  Griswold 2006, p. 11.
20. ↑  Chancellor 2005, pp. 98–99.
21. 1 2  Lycett 1996, p. 434.
22. ↑  Chancellor 2005, pp. 16, 234.
23. 1 2  Chancellor 2005, p. 234.
24. ↑   Britt, Ryan (13 de abril de 2023). «A Journey Inside the Updated James Bond Novels». Esquire. Consultado em 25 de maio de 2025
25. ↑  Chancellor 2005, p. 113.
26. ↑  Gilbert 2012, p. 412.
27. ↑  Macintyre 2008, p. 90.
28. ↑  Parker 2014, p. 187.
29. ↑  Chancellor 2005, pp. 217, 234–235.
30. 1 2  Black 2005, pp. 76–77.
31. 1 2  Amis 1966, p. 43.
32. 1 2 3  Benson 1988, p. 142.
33. ↑  Black 2005, p. 85.
34. ↑  Black 2005, p. 87.
35. ↑  Macintyre 2008, p. 65.
36. ↑  Macintyre 2008, p. 74.
37. ↑  Benson 1988, p. 143.
38. ↑  Chancellor 2005, p. 115.
39. ↑  Amis 1966, p. 67.
40. ↑  Halloran 2005, pp. 173–174.
41. ↑  Fleming 1964, p. 64.
42. ↑  Fleming 1961, p. 102.
43. ↑  Fleming 1975, pp. 44–45.
44. ↑  Fleming 1966, p. 33.
45. ↑  Sternberg 1983, p. 173.
46. ↑  Benson 1988, p. 85.
47. ↑  Butler 1973, p. 241.
48. ↑  Amis 1966, p. 112.
49. ↑  Lyttelton & Hart-Davis 1979, p. 92.
50. ↑  Amis 1966, pp. 111–112.
51. ↑  Amis 1966, p. 115.
52. 1 2  Black 2005, p. 24.
53. ↑  Black 2005, p. 77.
54. ↑  Parker 2014, p. 301.
55. ↑  Parker 2014, p. 308.
56. 1 2  Black 2005, p. 78.
57. 1 2   Wordsworth, Christopher (2 de abril de 1965). «Trouble in Crete». The Guardian. Manchester. p. 8
58. 1 2  Gilbert 2012, p. 417.
59. ↑  Lycett 1996, p. 437.
60. ↑  Besly 1997, p. 25.
61. ↑  Gilbert 2012, pp. 420–421.
62. ↑  Boothroyd 1970, p. 236.
63. ↑   Cull, Tom (1 de abril de 2015). «Ian Fleming's Golden Farewell». Ian Fleming Publications. Consultado em 27 de maio de 2025
64. 1 2   Poore, Charles (26 de agosto de 1965). «Books of the Times». The New York Times. Nova Iorque. p. 31
65. ↑  Gilbert 2012, p. 434.
66. 1 2   «Books: Current & Various». Time. p. 1. Consultado em 27 de maio de 2025. Arquivado do original em 3 de fevereiro de 2011
67. ↑  Bennett & Woollacott 2009, p. 17.
68. ↑   «The Man With The Golden Gun». James Bond Brasil. Consultado em 27 de maio de 2025
69. ↑  Gilbert 2012, p. 333.
70. ↑   «The Man with the Golden Gun». WorldCat. Consultado em 27 de maio de 2025
71. ↑  Parker 2014, p. 302.
72. ↑  Chancellor 2005, p. 233.
73. 1 2   Amis, Kingsley (2 de abril de 1965). «M for Murder». New Statesman. Londres. pp. 540–541
74. ↑   Lister, Richard (6 de abril de 1965). «The Final 007». Evening Standard. Londres. p. 9
75. 1 2   Richardson, Maurice (4 de abril de 1965). «Bond's Last Case». The Observer. Londres. p. 26
76. ↑   Trevor, William (1 de abril de 1965). «New Fiction». The Listener. Londres. p. 497
77. ↑   Jones, D. A. N. (14 de outubro de 1965). «Bondage». The New York Review of Books. Consultado em 28 de maio de 2025. (pede subscrição (ajuda))
78. ↑   Lejeune, Anthony (7 de setembro de 1965). «To Valhalla with Twin Exhausts». National Review. Nova Iorque. pp. 776–777
79. 1 2 3  Chancellor 2005, p. 235.
80. ↑   «Bond is Back». Daily Express. Londres. 18 de março de 1965. p. 1
81. 1 2  Gilbert 2012, p. 416.
82. ↑  Fleming, Gammidge & McLusky 1988, p. 6.
83. ↑  McLusky et al. 2011, p. 128.
84. ↑  Hines 2018, p. 37.
85. ↑  Barnes & Hearn 2001, p. 82.
86. ↑  Smith & Lavington 2002, p. 140.
87. ↑  Barnes & Hearn 2001, p. 83.
88. ↑   «The Man With The Golden Gun». BBC Genome. 14 de março de 2020. Consultado em 29 de maio de 2025
89. ↑   «007 villain to play Bond on radio». BBC. 2 de maio de 2008. Consultado em 6 de dezembro de 2024